# Elimaea chloris
Elimaea chloris är en insektsart som först beskrevs av Wilhem de Haan 1842.  Elimaea chloris ingår i släktet Elimaea och familjen vårtbitare. Inga underarter finns listade i Catalogue of Life.